# 普雷里 (伊利諾伊州)
普雷里（英語：Prairie）是位於美國伊利諾伊州蘭道夫縣的一個非建制地區。該地的面積和人口皆未知。

## 地理
普雷里的座標為38°10′23″N 89°56′35″W / 38.17306°N 89.94306°W，而該地的平均海拔高度為125米（即410英尺）。